# Phronimella elongata
Phronimella elongata is een vlokreeftensoort uit de familie van de Phronimidae. De wetenschappelijke naam van de soort is voor het eerst geldig gepubliceerd in 1862 door Claus.